# Дюнкерк
Дюнке́рк (фр. Dunkerque МФА: [dɛ̃ˈkɛʁk]о файле, нидерл. Duinkerke(n) [ˈdœynkɛrkə(n)], западнофлам. Duunkerke [ˈdyŋkarkə]) — коммуна во Франции, регион О-де-Франс, департамент Нор, округ Дюнкерк, кантоны Гранд-Сент, Дюнкерк-1 и Дюнкерк-2.
Население (2017) — 87 353 человека.

## География
Дюнкерк — город-порт на берегу Ла-Манша, в 75 км к северо-западу от Лилля и 295 км к северу от Парижа и 10 км от границы с Бельгией. Из Дюнкерка в Дувр ходит паром. Дюнкерк является конечной станцией железнодорожных линий Кале-Дюнкерк и Аррас-Дюнкерк.

## Название
Дюнкерк и его окрестности находятся на бывшей территории графства Фландрского, поэтому говорят здесь на особом диалекте, в котором много слов, заимствованных из западнофламандского языка. Название города является офранцуженной формой старого нидерландского названия Дёйнкерке, что в переводе означает «церковь в дюнах».

## История
Дюнкерк был основан в 960 году Балдуином Фландрским. В Средние века разорялся не менее шести раз, в XVII веке служил яблоком раздора между французами, англичанами, испанцами и голландцами.

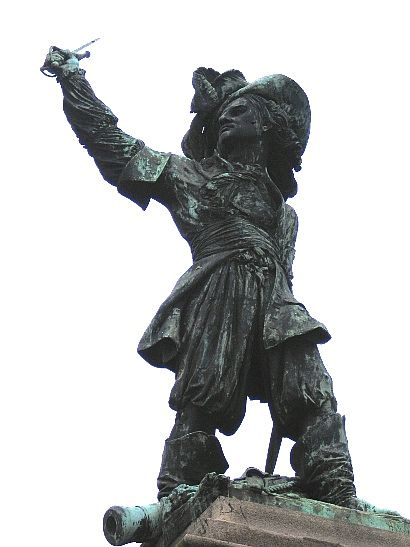
Статуя Жана Бара

В начале Нидерландской революции Дюнкерк на короткое время, с 1577 по 1583 годы, перешёл в руки Республики Соединенных провинций, но в 1583 году герцог Пармский вернул его Испании и сделал опорной базой морских операций против Нидерландов. Сначала в Дюнкерке базировалась только небольшая королевская эскадра, но затем он стал крупной базой пиратов, т. н. дюнкеркских приватиров, которым испанские власти Нидерландов выдавали специальное разрешение нападать на торговые суда держав, враждебных Испании.
В 1600 году в Битве у Ньивпорта голландские войска попытались захватить Дюнкерк с суши. Несмотря на первые успехи, армии принца Морица Оранского не удалось завладеть крепостью, и морские операции приватиров продолжились. В 1646 году, однако, приватиры утеряли свою базу, так как город захватили французы, но в 1652 году Габсбурги вернули её себе.
В 1658 году в ходе войны между Францией и Испанией Дюнкерк был захвачен и по мирному договору, заключённому в следующем году, был передан союзной Франции Английской республике Оливера Кромвеля. В 1662 году король Англии Карл II продал Дюнкерк Франции за 320 000 фунтов (5 млн. ливров).
Во времена Людовика XIV приватиры, теперь находившиеся на службе короля Франции, совершили множество набегов на голландские суда. Самому знаменитому из приватиров, Жану Бару, в центре города поставлен памятник. По Утрехтскому миру 1713 года Франция обязалась прекратить пиратство и разобрать городские укрепления.

### Вторая мировая война
Во время Французской кампании в мае 1940 года британский экспедиционный корпус, воевавший на стороне Франции, вместе с остатками французской армии бежал через Дюнкерк под ударом наступавшей немецкой армии.

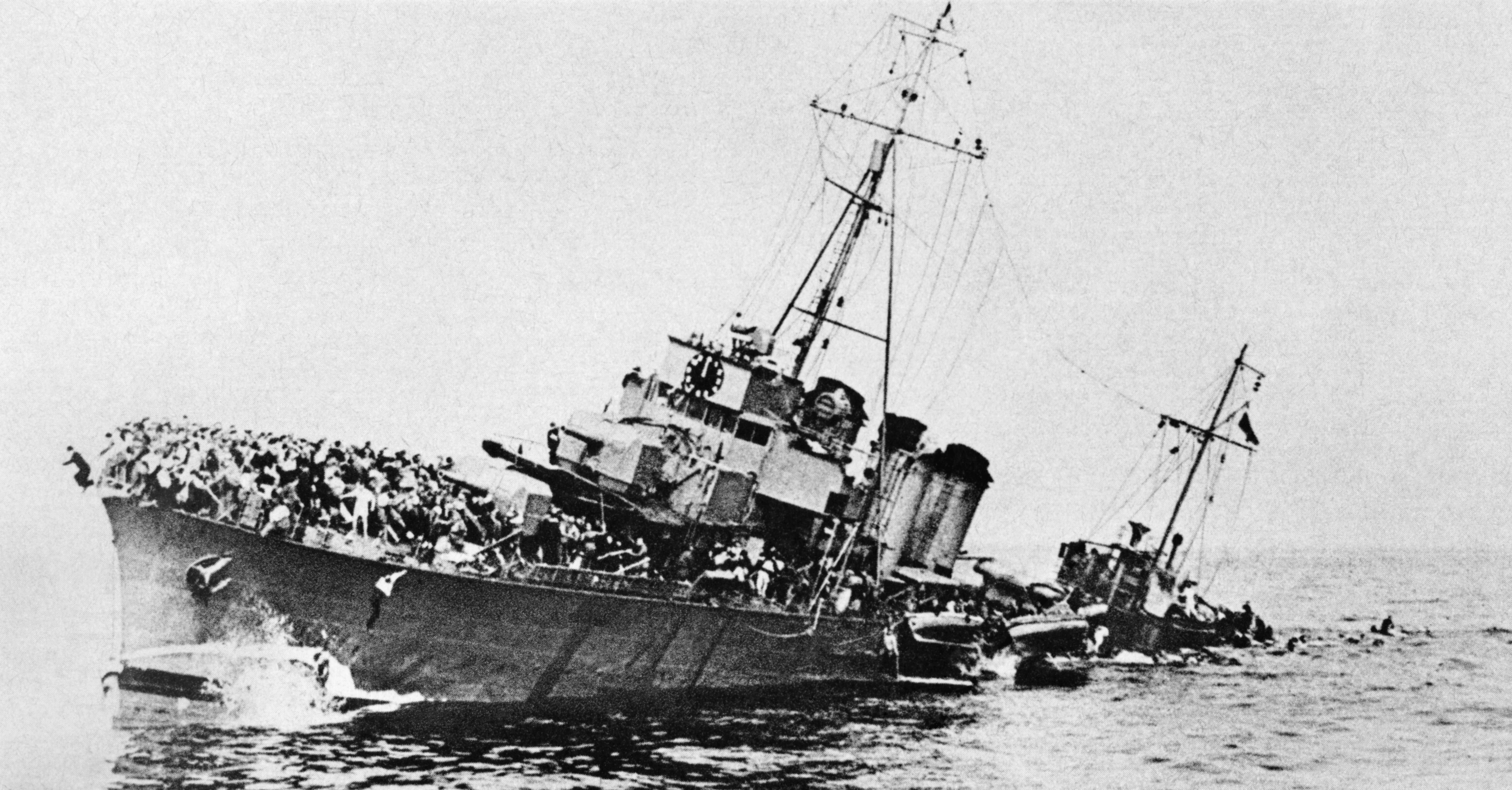
Тонущий французский эсминец «Бурраск» с солдатами союзников на борту

Союзники были окружены в районе порта Дюнкерка и неизбежно были бы уничтожены немцами, но наступающие немецкие войска были остановлены по достоверно неизвестным причинам. Британское командование воспользовалось нежданной возможностью, чтобы организовать эвакуацию своих войск. По приказу Уинстона Черчилля все суда, большие и малые, были направлены к Дюнкерку для того, чтобы забрать английских солдат. В результате за несколько дней в ходе операции «Динамо» было эвакуировано 338 тысяч военнослужащих, в том числе 123 тысячи французов. Около 40 тысяч военнослужащих союзников, прикрывавших отход основных сил, попали в плен или были вынуждены пробираться в Англию другими путями.
В сентябре 1944 года канадские войска попытались освободить Дюнкерк в ходе наступления союзников на северо-восток после успеха высадки в Нормандии. Однако немецкий гарнизон Дюнкерка превратил город в неприступную крепость и успешно оборонялся от войск союзников вплоть до конца войны и сдался чехословацким войскам только 9 мая 1945 года, после получения известия о капитуляции Германии.
За время Второй Мировой войны три четверти застройки было уничтожено. Впоследствии город был перестроен согласно новому градостроительному решению, основательной модернизации подвергся и торговый порт. Общая протяжённость набережных Дюнкерка ныне превышает 13 километров.

## Достопримечательности
- Беффруа XV века, отреставрированная после Первой мировой войны; включена в список Всемирного наследия ЮНЕСКО
- Церковь Святого Элигия XV века, перестроенная в XVII—XVIII веках, сочетание готики и неоготики
- Часовня Нотр-Дам-де Дюн XV века
- Башня Лёгенар XV века
- Здание мэрии начала XX века в неофламандском стиле
- Маяк Рибан 1842—1843 года

## Экономика
Порт в проливе Па-де-Кале. Гавань Дюнкерка — третья по величине во Франции, после Марселя и Гавра. В Дюнкерке находится один из 12 нефтеперерабатывающих заводов Франции.
Структура занятости населения:
- сельское хозяйство — 0,3 %
- промышленность — 13,3 %
- строительство — 7,5 %
- торговля, транспорт и сфера услуг — 40,4 %
- государственные и муниципальные службы — 38,47 %

Уровень безработицы (2017) — 21,8 % (Франция в целом — 12,8 %, департамент Нор — 17,2 %). 

Среднегодовой доход на 1 человека, евро (2017) — 18 560 (Франция в целом — 25 140, департамент Нор — 18 575).

## Демография
Динамика численности населения, чел.

## Администрация
Пост мэра Дюнкерка с 2014 года занимает Патрис Вергрьет (Patrice Vergriete). На муниципальных выборах 2020 года возглавляемый им левый список одержал победу в 1-м туре, получив 64,04 % голосов.
| Период | Период | Фамилия         | Партия                                    | Примечания                                                                                        |
| ------ | ------ | --------------- | ----------------------------------------- | ------------------------------------------------------------------------------------------------- |
| 1966   | 1989   | Клод Прувуаэр   | Национальный центр независимых и крестьян | сенатор, депутат Национального собрания Франции, вице-президент Генерального совета департамента  |
| 1989   | 2014   | Мишель Делебар  | Социалистическая партия                   | министр, сенатор, депутат Национального собрания Франции, президент Совета региона Нор-Па-де-Кале |
| 2014   |        | Патрис Вергрьет | Разные левые                              | президент ассоциации коммун Дюнкерка                                                              |

## Спорт
- «Четыре дня Дюнкерка» — ежегодная многодневная шоссейная велогонка.
- ГК «Дюнкерк» — мужской гандбольный клуб, выступающий во французской национальной гандбольной лиге.
- ФК «Дюнкерк» — футбольный клуб, выступающий в Национальном чемпионате, третьем дивизионе в системе футбольных лиг Франции.
- ХК «Корсары Дюнкерка[фр.]» — хоккейный клуб, выступающий в Дивизион 1, втором уровне чемпионата Франции по хоккею после Лиги Магнуса.
- ВК «Дюнкерк[фр.]» — волейбольный клуб, выступающий в 5-м дивизионе Чемпионата Франции среди мужских команд.
- БК «Дюнкерк[фр.]» — женский баскетбольный клуб, выступающий во 2-й женской баскетбольной лиге.

## Города-побратимы
- Витория, Бразилия
- Корумба, Бразилия
- Мидлсбро, Великобритания
- Крефельд, Германия
- Росток, Германия
- Рамат-ха-Шарон, Израиль
- Рига, Латвия
- Газа (ПНА)

## Фильмы
- 1958 — «Дюнкерк / Dunkirk». Великобритания, режиссёр Лесли Норман.
- 1964 — «Уикенд на берегу океана». Франция, режиссёр Анри Вернёй.
- 2004 — «ВВС: Дюнкерк (ТВ) / Dunkirk». Великобритания, режиссёр Алекс Холмс.
- 2017 — «Дюнкерк». Великобритания, Франция, США, режиссёр Кристофер Нолан.

## Галерея

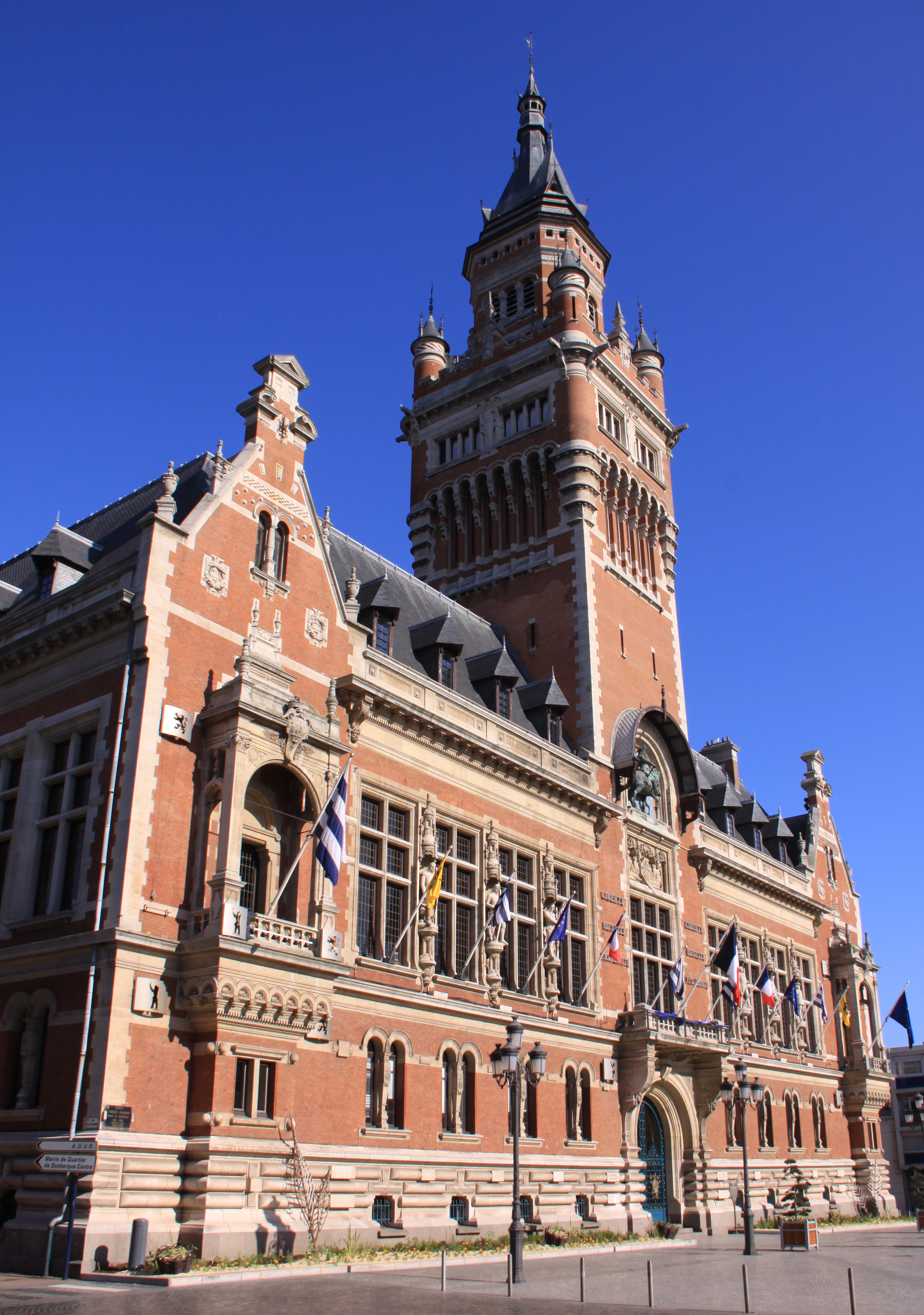
Здание мэрии
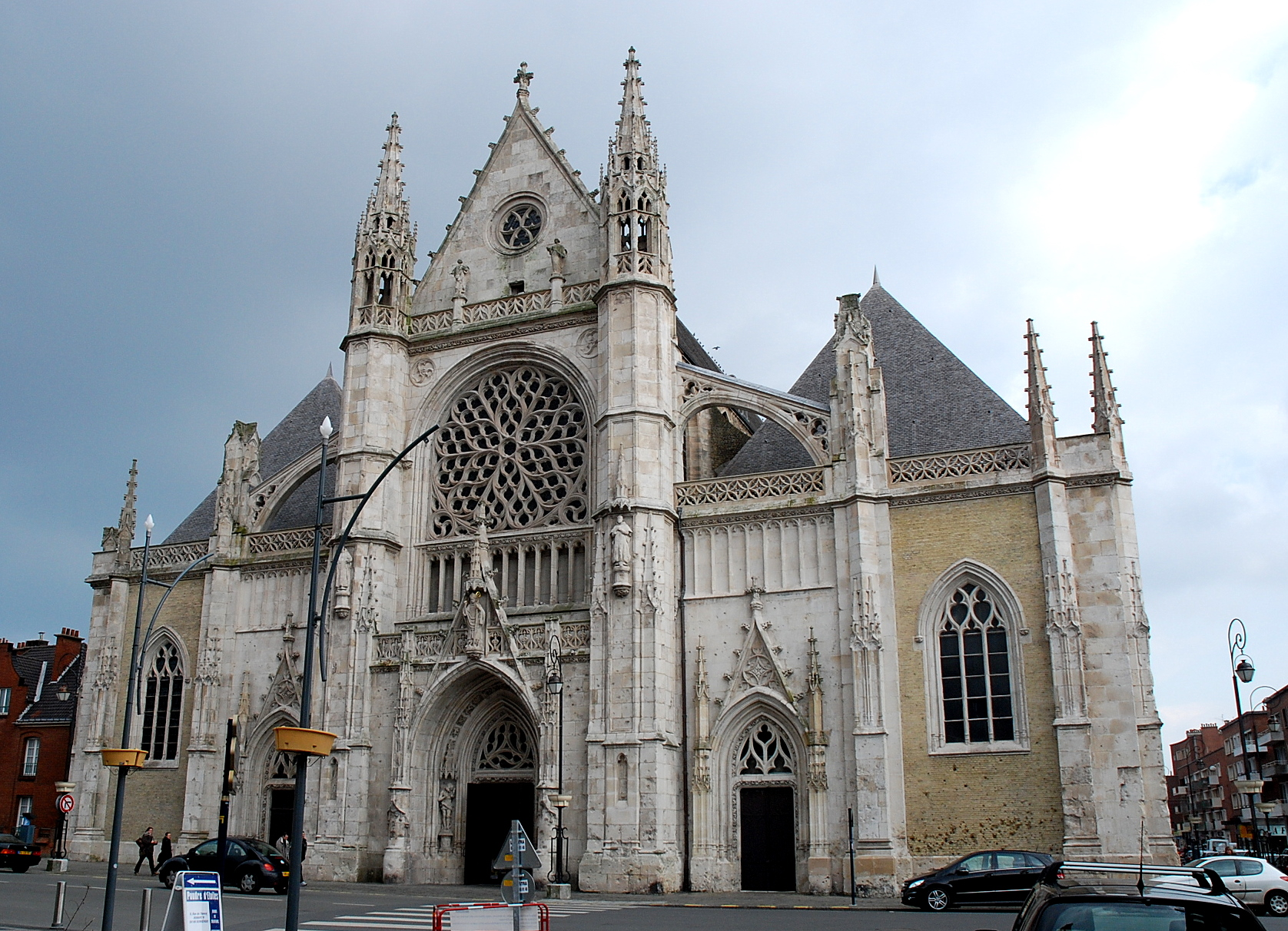
Церковь Святого Элигия
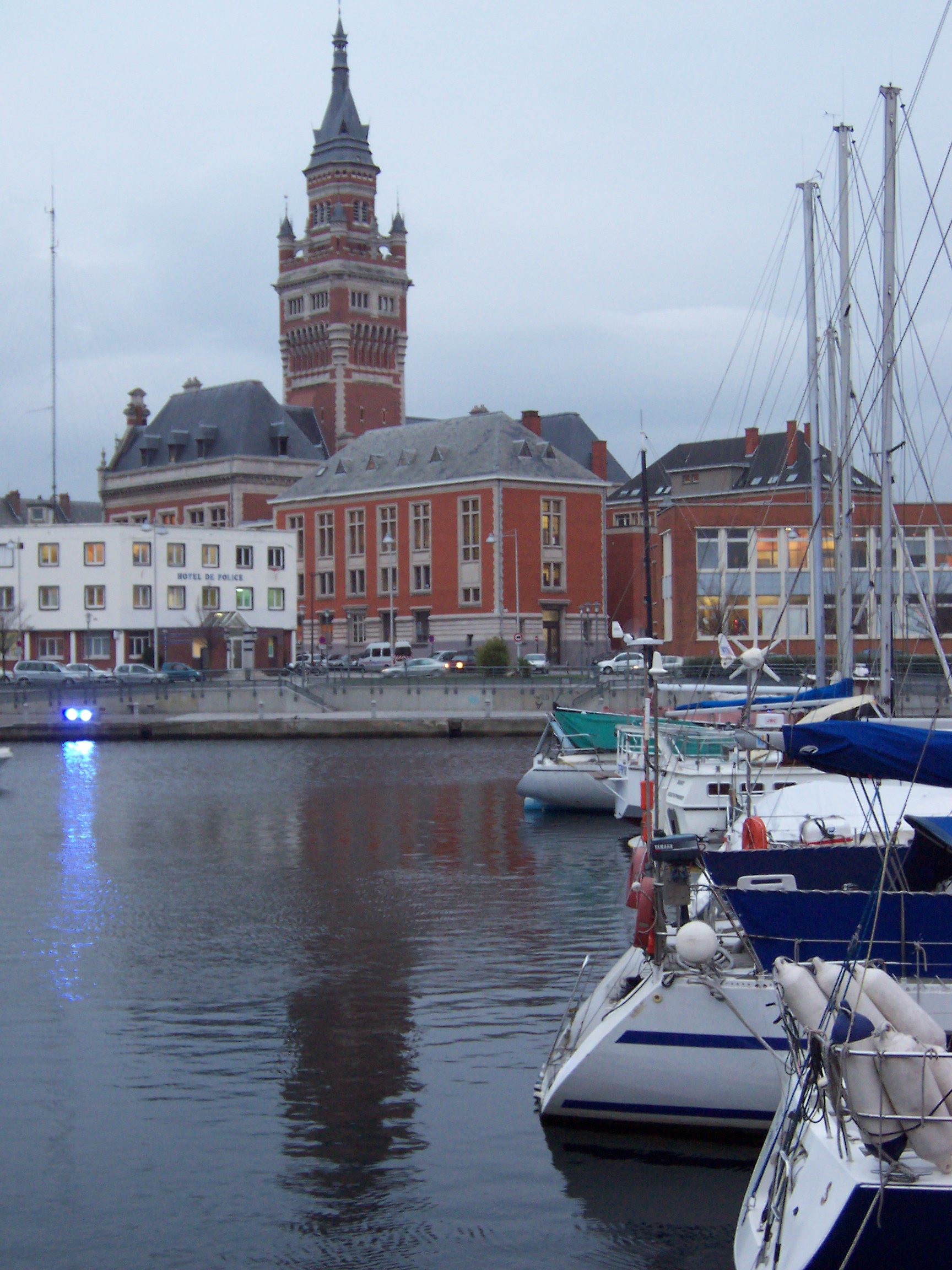
Вид на город с причала для яхт
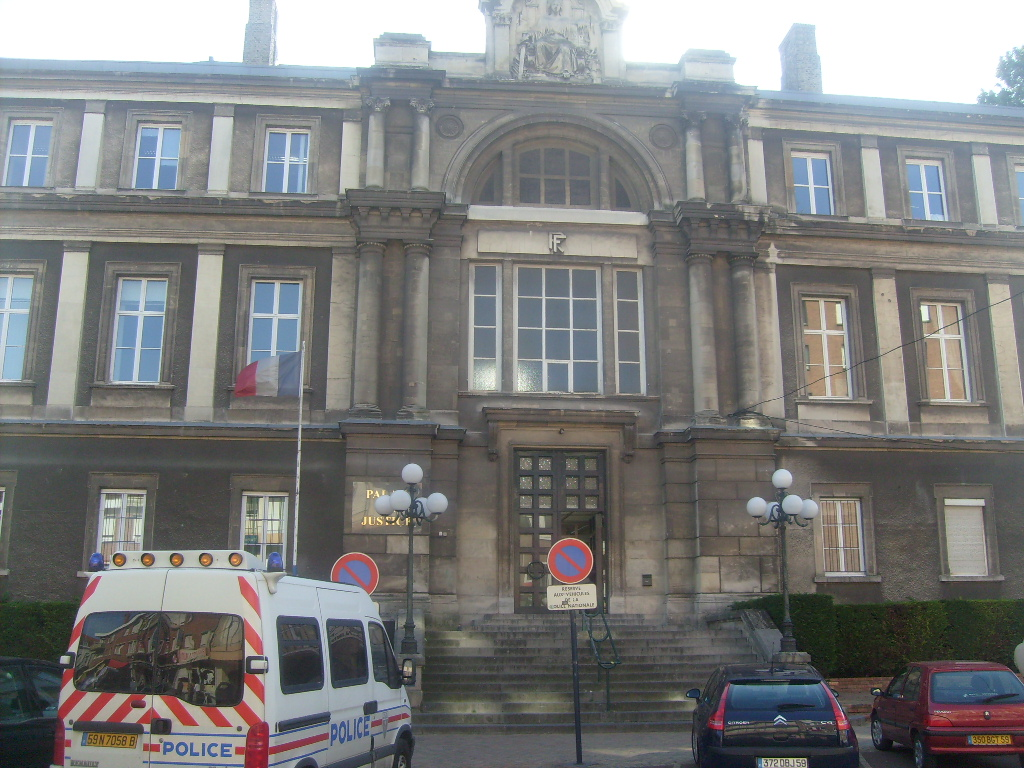
Дворец юстиции
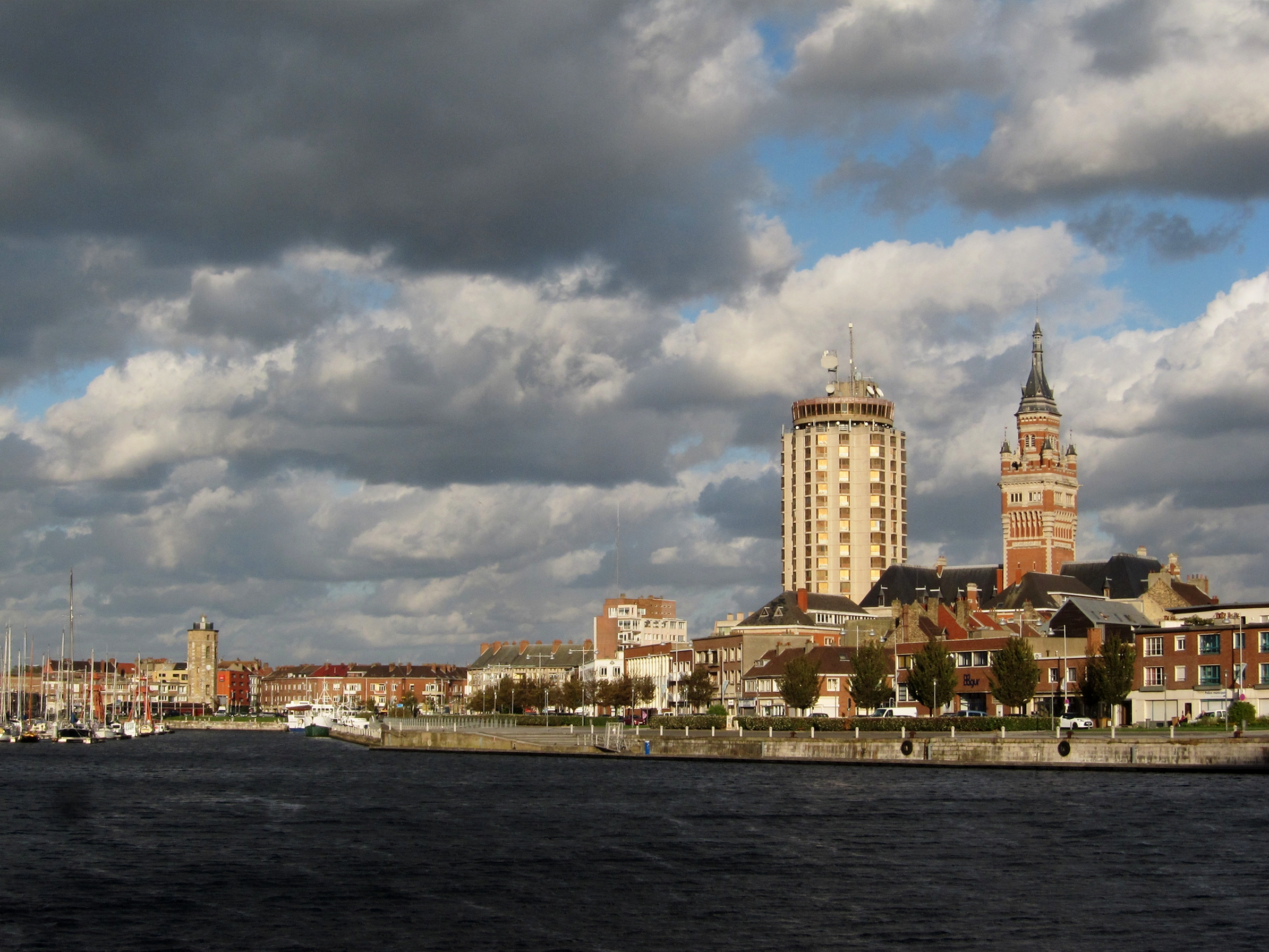
Вид с моря на центральную набережную
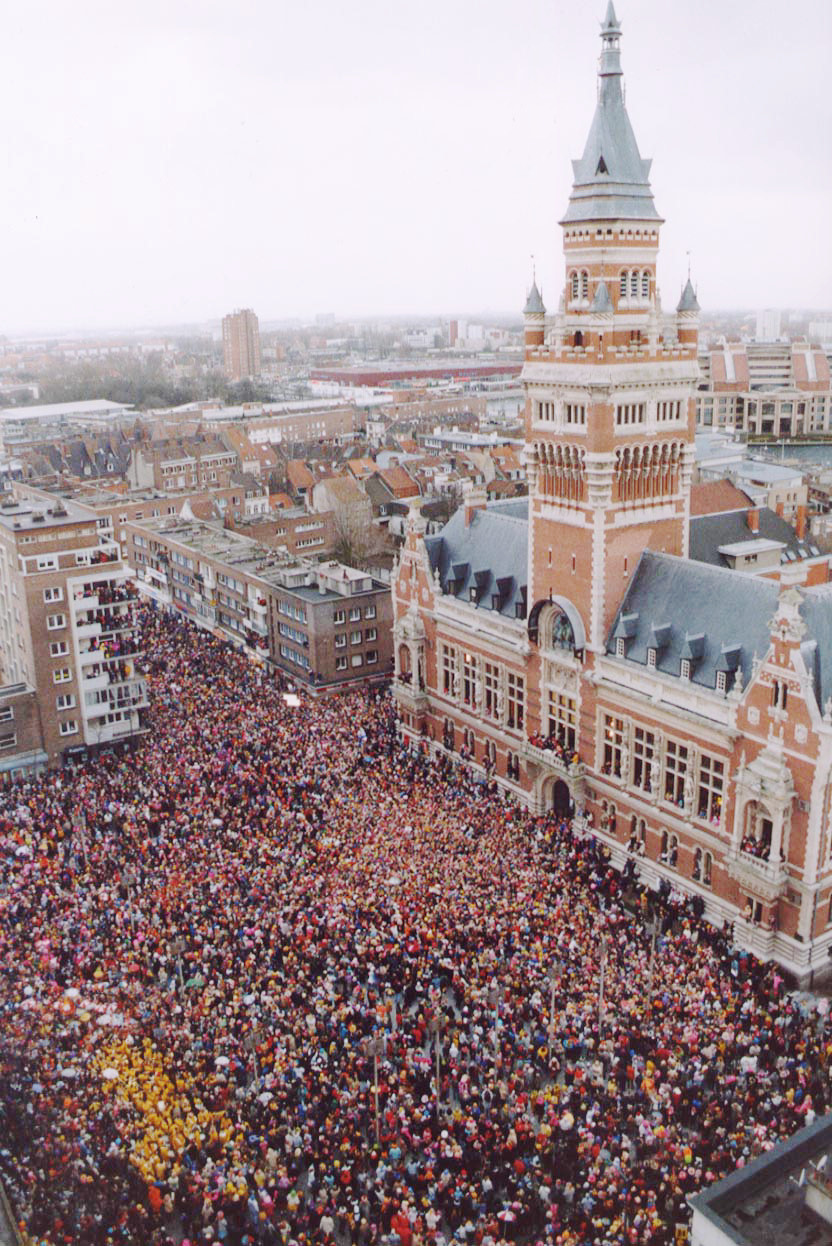
Карнавал в Дюнкерке
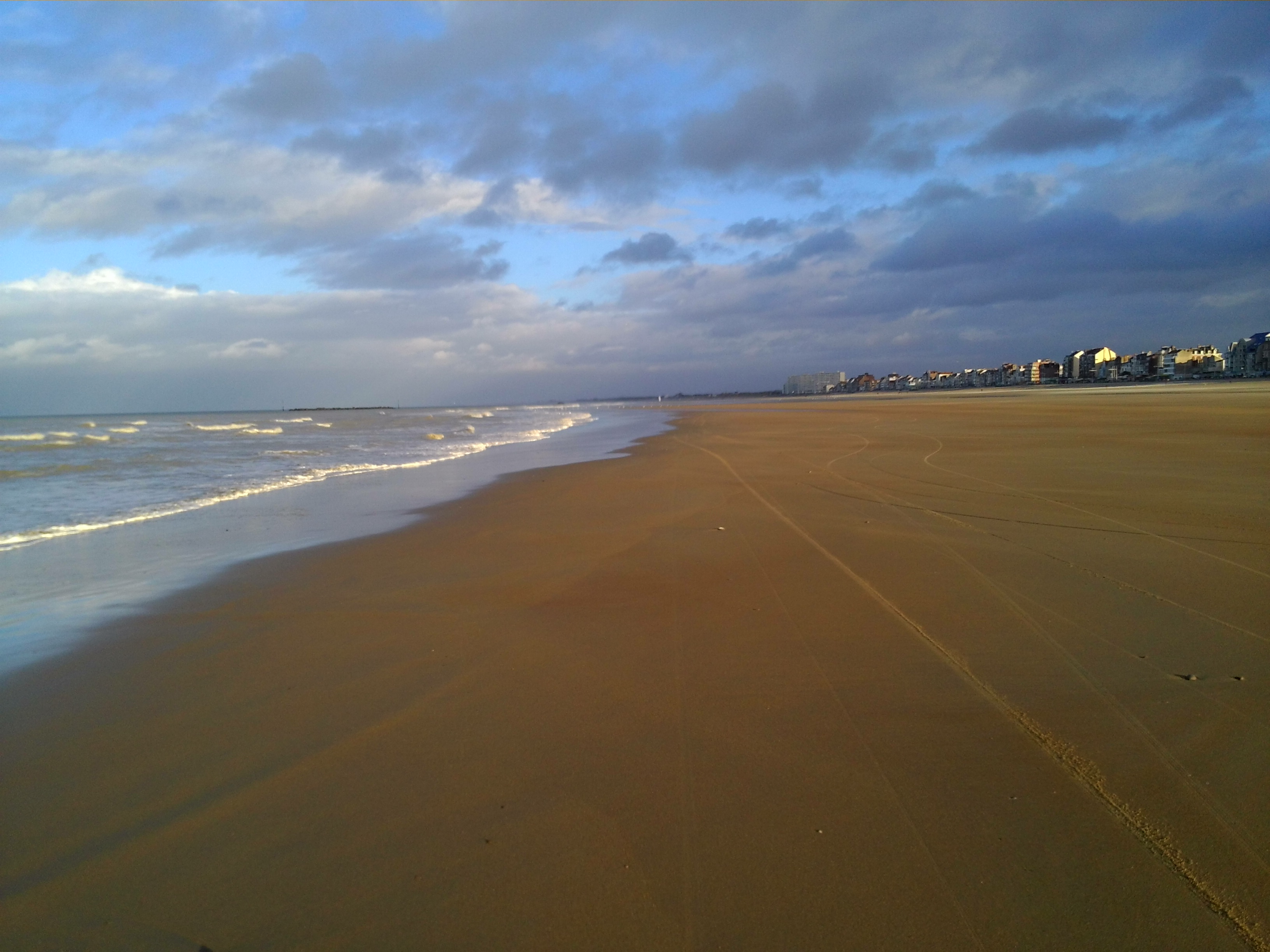
Пляж Дюнкерка
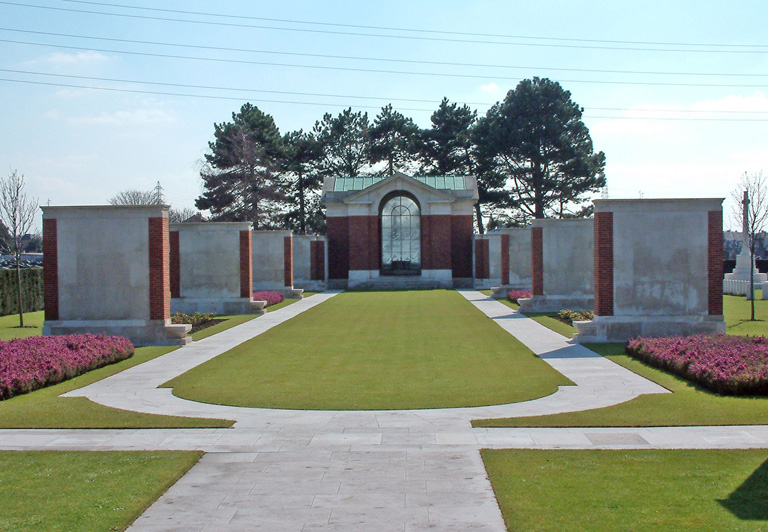
Военный мемориал